# سیارک ۳۳۳۷۶
سیارک ۳۳۳۷۶ (به انگلیسی: 33376 Medi، نامگذاری:1999CZ8) سی و سه هزار و سیصد و هفتاد و ششمین سیارک کشف شده‌است که در ۶ فوریه ۱۹۹۹ کشف شد.